# Gabriela Obremba
Gabriela Obremba (ur. 24 marca 1927 w Mysłowicach, zm. 12 stycznia 1997 w Warszawie) – polska malarka i śpiewaczka operowa (sopran). 

## Życiorys
Studiowała malarstwo w Akademii Sztuk Pięknych im. Jana Matejki w Krakowie w pracowni prof. Hanny Rudzkiej-Cybisowej, a następnie kontynuowała studia i w 1952 uzyskała dyplom w Akademii Sztuk Pięknych w Warszawie. Następnie uczyła się śpiewu w Państwowej Wyższej Szkole Muzycznej w Warszawie u Stanisławy Zawadzkiej.
Zajmowała się głównie malarstwem abstrakcyjnym. Swoje prace malarskie wystawiała na zorganizowanej w ramach V Światowego Festiwalu Młodzieży i Studentów w 1955 Ogólnopolskiej Wystawie Młodej Plastyki „Przeciw wojnie – przeciw faszyzmowi”. Pierwsza duża wystawa indywidualna artystki odbyła się w Salonie Nowej Kultury w Warszawie w 1958. Jej prace pokazywano na wielu wystawach np. X Wystawie malarstwa okręgu warszawskiego Związku Polskich Artystów Plastyków w 1964 w Zachęcie. Wystawiała również za granicą: w Indiach, Berlinie i Wenecji.
W 1957 wzięła udział w Międzynarodowym Konkursie Wokalnym w ’s-Hertogenbosch w Holandii zdobywając wyróżnienie.

## Życie prywatne
Córka Teodora, lekarza i przewodniczącego rady miasta Mysłowice, i malarki Ireny Rejewskiej. Siostra bliźniaczka malarki Marii Obremby.
W czasie studiów w Krakowie poznała Andrzeja Wajdę, z którym wzięła ślub w 1949. Ich małżeństwo przetrwało do 1959 i zakończyło się rozwodem.